# Таджаре (Саве)
Таджаре (перс. تجره) — село в Ірані, у дегестані Баят, у бахші Новбаран, шагрестані Саве остану Марказі. За даними перепису 2006 року, його населення становило 142 особи, що проживали у складі 47 сімей.

## Клімат
Середня річна температура становить 10,18°C, середня максимальна – 29,04°C, а середня мінімальна – -10,81°C. Середня річна кількість опадів – 257 мм.
| Клімат поселення                              | Клімат поселення | Клімат поселення | Клімат поселення | Клімат поселення | Клімат поселення | Клімат поселення | Клімат поселення | Клімат поселення | Клімат поселення | Клімат поселення | Клімат поселення | Клімат поселення | Клімат поселення |
| Показник                                      | Січ.             | Лют.             | Бер.             | Квіт.            | Трав.            | Черв.            | Лип.             | Серп.            | Вер.             | Жовт.            | Лист.            | Груд.            |                  |
| Середній максимум, °C                         | 4,94             | 5,85             | 10,18            | 16,64            | 21,59            | 27,35            | 29,04            | 28,94            | 24,52            | 18,20            | 11,56            | 6,00             |                  |
| Середня температура, °C                       | −2,93            | −2,02            | 2,32             | 8,77             | 13,72            | 19,46            | 23,13            | 23,05            | 18,62            | 12,30            | 5,67             | 0,10             |                  |
| Середній мінімум, °C                          | −10,81           | −9,89            | −5,57            | 0,89             | 5,83             | 11,60            | 17,25            | 17,17            | 12,75            | 6,41             | −0,22            | −5,8             |                  |
| Норма опадів, мм                              | 33               | 34               | 48               | 40               | 33               | 5                | 2                | 1                | 0                | 10               | 20               | 31               |                  |
| Середньомісячна швидкість вітру, м/с          | 1.76             | 2.35             | 2.86             | 3.04             | 2.44             | 2.31             | 2.31             | 2.19             | 2.05             | 2.04             | 1.71             | 1.72             |                  |
| Середньомісячна сонячна радіація, кДж/м²·день | 8521             | 11460            | 14235            | 17855            | 22019            | 26588            | 26039            | 23722            | 20356            | 14780            | 10576            | 8494             |                  |
| --------------------------------------------- | ---------------- | ---------------- | ---------------- | ---------------- | ---------------- | ---------------- | ---------------- | ---------------- | ---------------- | ---------------- | ---------------- | ---------------- | ---------------- |
| Джерело:                                      |                  |                  |                  |                  |                  |                  |                  |                  |                  |                  |                  |                  |                  |